# Sjamanisme in Japan
Al sinds het begin der tijden zijn er primitieve beschavingen die aan sjamanisme doen, iets dat ook voor Japan geldt. Sjamanen zijn ruw gezegd magiërs die communiceren met goden (de kami in Japan), een taak die (zeker in Japan) voornamelijk voor vrouwen bestemd is. Het komt soms wel voor dat er mannelijke sjamanen zijn maar meestal hebben zij eerder een organisatorische rol in plaats van dat van een medium. Vooral tijdens de Yayoiperiode genoten deze vrouwen een hoog, bijna goddelijk, sociaal aanzien. Als tussenpersoon tussen mens en kami stelden ze de bevolking gerust met allerlei advies en voorspellingen. In latere tijden van sociale onrust, perioden van verandering, werd er ook teruggegrepen naar het sjamanisme. Zelfs nu zijn er regio's in Japan waar sjamanisme beoefend wordt, hoewel het doorheen de tijd sterk veranderde en beïnvloed is geweest door het boeddhisme en shintoïsme. Deze twee zijn op hun beurt dan weer beïnvloed door het sjamanisme.

## Algemene uitleg
Naast shintoïsme en boeddhisme is sjamanisme een religieus fenomeen in Japan, maar men is het pas vanaf de Meiji-periode beginnen onderzoeken. Er bestaan verschillende theorieën over de herkomst en symboliek van het Japans sjamanisme en over hoe het overeenkomt maar zich ook onderscheidt van sjamanisme in andere delen van de wereld. Een paar bekende onderzoekers zijn o.a. Ichirô Hori, Nakayama Taro en Eliade Mircea.
Een definitie van sjamanisme volgens Ichirô Hori (1975):
Sjamanisme is een term met een grote reiklengte aan betekenissen. Deze naam wordt in het algemeen gegeven aan magische, mystieke en esoterische fenomenen die rond de sjamaan vorm krijgen. De sjamaan heeft een ongebruikelijke persoonlijkheid en heeft oeroude technieken van extase leren gebruiken. (Trance, geestvervoering, scheiding van ziel en lichaam e.d.)

## In de geschiedenis
Buiten hun aanzien als goddelijke figuren, waren sommige sjamanen ook sterk betrokken in het bestuur van het land. Het oude land van Wa (Japan) werd volgens de Kroniek van de Drie Rijken onder een gezag gebracht door koningin Himiko (c. 170–248 n.Chr.). Deze vrouw had de kracht om mensen te beheksen en maakte gebruik van extase om bijvoorbeeld diensten voor de geesten te doen. Omdat ze zich enkel opsloot in haar vertrekken (waar enkel vrouwen mochten komen), zijn er maar weinig mensen die Himiko ooit gezien hebben en was het haar jongere broer die hielp in staatszaken. Naast Himiko's broer was er maar één iemand, een boodschapper tussen Himiko en de buitenwereld die haar tevens voorzag van eten, die in rechtstreeks contact kon komen. Volgens Ichirô Hori wijzen deze beschreven gedragingen op het feit dat Himiko een sjamaan was. Anderen denken zelfs dat ze de zonnegodin Amaterasu Ô mikami representeerde. Enig bewijs van haar bestaan bestaat weliswaar niet.
Himiko was niet de enige sjamaan die het land doorheen de geschiedenis bestuurd zou hebben. De heerser van de Riukiu-eilanden (nu bekend als Okinawa),een lid van de Shô familie, had aan zijn zijde een vrouw staan die vooral zorgde voor religieuze zaken. Zij werd Kikoe Ôkimi genoemd en alle andere sjamanen stonden onder haar toezicht. Meestal was zij de jongere zus van de koning of anders een tante of nicht.
Later werd aan het keizerlijk hof ook vaak hulp van sjamanen gevraagd. Het waren de vrouwen, hoofdgemalin of dochters van de keizer die dan in extase gingen. Tijdens zijn regeerperiode werd de tiende keizer van de Yamato-staat, Keizer Sujin 崇神天皇 (148 v.Chr.-30 v.Chr.), bijgestaan door verschillende sjamanen uit de familie waaronder zijn tante, Yamato Totohi Momosome Hime. Zij kon de toekomst voorspellen en zou zo het land een paar keer geholpen hebben. Zo wist zij, door het ontleden van voorspellende gedichten gezongen door een mysterieus meisje, dat er een opstand zou komen. Toen een epidemie uitbrak werd zij door de geest van Ômono Nushi bezeten die haar op die manier de oplossing voor de epidemie gaf.
In de twee Japanse kronieken, de Kojiki (712) en Nihonshoki (720) staat er weinig over sjamanen of magiërs. Wel worden de Miko priesteressen (巫女) en orakels aan het keizerlijk hof vernoemd.

## Mythologie
In de Japanse mythologie kunnen we ook elementen terugvinden die doen denken aan sjamanisme. In de Kojiki en Nihonshoki wordt het verhaal beschreven van de zonnegodin Amaterasu die zichzelf in een grot opsloot nadat haar broer Susanoo (須佐之男) haar rijstvelden vernield had. De andere kami probeerden haar te overtuigen om er toch uit te komen, tevergeefs. Uiteindelijk is dit Aze no Uzume gelukt door uitbundig te dansen en op de grond te stampen. De andere kami moesten hiermee zodanig lachen dat het Amaterasu nieuwsgierig maakte. Dit uitbundige dansen en stampen doen sjamanen ook om in trance te raken, en Aze no Uzume wordt zelf ook gezien als een sjamaan. Haar dans zou de eerste Kagura zijn.

## Andere religies

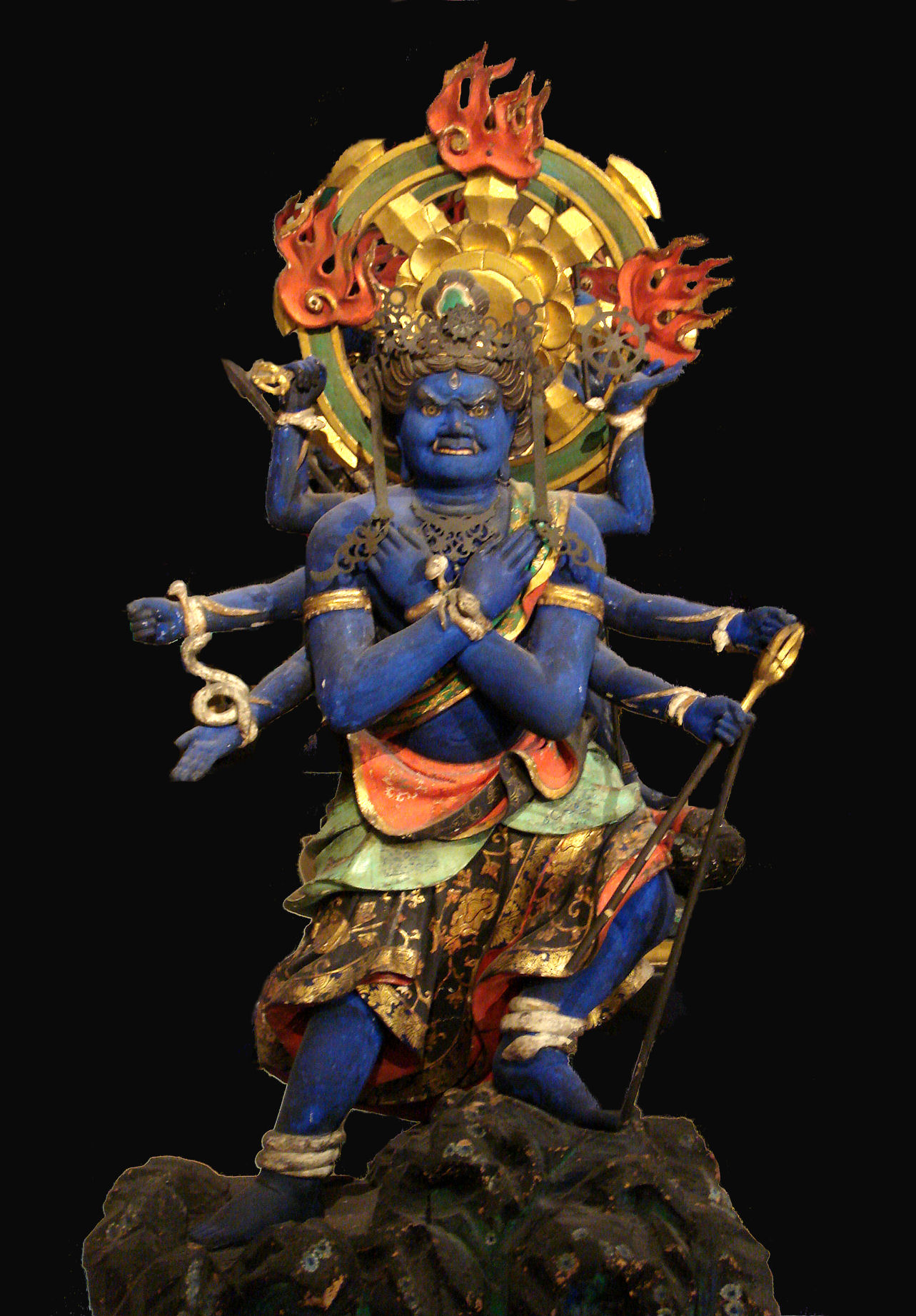
Gundari: Boeddha koning van wijsheid

Sjamanisme is zelf een volksgeloof met een nogal animistisch karakter. Dit archaïsche karakter heeft wel wat veranderingen doorstaan. Het werd steeds meer een georganiseerde traditie waarbij de sjamanen verbonden waren aan een shintôschrijn (Jinja). Het betreft dan vooral de miko (巫女) priesteressen die aan een shintô schrijn de kami dienen. De schrijn sjamanen evolueerden steeds meer tot gewone dansers en lieten de sjamanistische kenmerken en taken een beetje achter zich.
Vanaf de zesde eeuw had ook het boeddhisme een invloed op het sjamanisme. Met de komst van het boeddhisme werd het sjamanisme veel volkser, maar het omgekeerde blijkt evenzeer het geval te zijn geweest. Zo zou Kūkai (de stichter van de Shingon school) in zijn jongere jaren zelf een aanhanger en beoefenaar van het volksgeloof met zijn magische elementen geweest zijn. Een van de vijf grote boeddhakoningen van wijsheid, Gundari, zou ook sjamanistische kenmerken hebben. Hij wordt afgebeeld met een grote slang rond zijn lichaam en vlammen die uit zijn rug komen. Deze vlammen zouden volgens Eliade (1951) kunnen verwijzen naar magische krachten.

## Praktisch

### Functie
De hulp van sjamanen werd vaak gevraagd. Een eerste, veelgevraagde dienst die ze verleenden was het oproepen van een ziel uit het hiernamaals (bijvoorbeeld in het geval van een zieke die nog met geliefden wou communiceren). Deze techniek wordt shinikuchi, de mond van een dode, genoemd. Als men een levende persoon wou oproepen noemt men dit ikikuchi, wat de mond van een levende betekent. Een tweede, ook populaire vraag was om de toekomst te voorspellen. Men vroeg of er geluk of ongeluk op het pad zou kunnen liggen. Dit heet kamikuchi, de mond van de god. Verder verdreven ze ook ziektes. Ze hadden namelijk grote kennis van remedies, het menselijk lichaam en de symptomen. Ook konden ze door in trance te gaan de kami om raad vragen. Daarbij konden ze ook verloren voorwerpen terugvinden.

### Opleiding
De taak van een sjamaan werd van generatie op generatie doorgegeven. Soms gebeurde het wel dat iemand zonder afstamming bij een sjamaan in de leer ging of dat iemand door zijn stamhoofden werd aangewezen. Die persoon moet dan wel potentieel hebben. Volgende kenmerken kunnen als tekenen worden gezien bij iemand met een roeping in het sjamanisme: neurose, hallucinaties, abnormale gedragingen en hysterie. Dit wordt ook wel "de sjamanistische ziekte" genoemd.
Om sjamaan te worden moest het meisje (dat van jonge leeftijd was, meestal vanaf het uitbreken van de menstruatieperiode) een intensieve opleiding ondergaan. Ze kreeg les van een erkende sjamaan die een familielid (bv. een tante) of ouder lid van de stam kon zijn. Tijdens deze training moest ze de technieken om in trance te gaan leren beheersen. Dit deed ze o.a. door het ritueel wassen met koud water, regelmatige zuivering, vasten en het observeren van de gangbare taboes. Ze leerde hoe ze als medium door de kami en de geesten van overledenen kon communiceren en bezeten kon worden. Zang en dans werden hiervoor gebruikt en ze kreeg dan ook les in de melodieën en intonaties die in de liederen, gebeden en magische formules gebruikt werden. Het zingen en dansen werd ondersteund door drums en ratelaars.
Andere attributen die bij de rituele gebruikt werden waren spiegels (om de kami aan te trekken) en zwaarden (katana). Anderzijds moest ze ook kennis hebben van de tradities van haar stam en stamboom. Ze moest natuurlijk ook weten wat de verschillende namen van de kami en hun functies waren. Ten slotte leerde ze ook een geheime taal die alleen door de ingewijden gekend was en kon ze zo de geheimen van waarzeggerij ontdekken en magische formules leren.
Na de opleiding die drie tot zeven jaar kon duren, kreeg het meisje haar initiatieceremonie. Dit gebeurde samen met haar mentor, andere ouderen en medesjamanen. Het was iets heel mystiek. Het meisje droeg een wit doodskleed, een symbool voor het einde van haar oude leven. De ouderen zongen, en na een tijdje begon het meisje te trillen. Dan vroeg de mentor aan het meisje welke kami van haar bezit had genomen en als het meisje geantwoord had gooide de mentor een rijstcake naar haar waardoor ze flauwviel. Daarna hielden de ouderen het meisje warm in bed tot ze wakker werd. Dan mocht het meisje mooi gekleurde trouwkledij dragen en voerde de bijbehorende traditie van de huwelijks toast uit.
Dit wil zeggen dat het meisje, dat nog maagd was, de bruid (Tamayori Hime 玉依姫) was van de kami die zij diende. Tijdens haar trance had de kami aan het meisje verzocht om naar zijn schrijn te gaan. In sommige streken moest zij dan een pot met rijst (meshibitsu) en een pan meebrengen. Een oud, tijdelijk gebruik is dan dat de sjamaan geslachtsgemeenschap had met een shintô priester die de kami representeerde. De sjamaan baarde een kind van de kami (mikogami 御子神 ).
Sommige meisjes of vrouwen werden op een nacht door een rondtrekkende geest (marebito 稀人) bezocht. Om haar nieuwe rol bekend te maken aan de rest van het dorp plaatste ze een witte gevederde pijl op het dak van haar huis.

### Soorten sjamanen
Er zijn twee soorten sjamanen die voortkomen uit mikogami (kinderen van de kami). De eerste zijn de sjamanen die een schrijn dienen in tempels (Jinja). Zij voeren rituelen uit tijdens festivals ( matsuri) en doen heilige dansen voor hun kami. Hierbij gebruiken ze kokend water dat zuiverende krachten zou hebben.
De tweede soort zijn kuchiyose miko. Dit waren rondtrekkende vrouwen die van dorp tot dorp in groepen van vijf of zes personen reisden. Ze traden op als medium en waarzegger en werden ook regelmatig uitgenodigd bij een rouwende familie die terug in contact wilden komen met de ziel van de dierbare overledene (dit is een erg belangrijk onderdeel bij een begrafenis, vooral wanneer men een onnatuurlijke dood is gestorven of in het kraambed gestorven is). In de streek van Tôhoku (in het Noordoosten van Honshû) waren ze bijna allemaal blind. Ze hadden trouwens ook geen hysterische aanvallen. Nu zijn er geen kuchiyose miko meer.
Het sjamanisme verschilt ook per streek. In Okinawa vormden zij een soort van organisatie met als hoofd de Kikoe Ôkimi. Daaronder had je de noro. Zij leverden de leer over van tante op nicht. De noro correspondeerden direct met de schrijnen en tempels en werden hierin geassisteerd door tsukasa's of niigami. Okinawa werd door de Shô familie verdeeld in districten waarop elk apart een schrijn stond die toezicht hield over de noro. In deze streek werden al heel lang magische krachten aan vrouwen toegeschreven. Het was bijvoorbeeld gebruikelijk dat wanneer een man op reis moest, hij de zakdoek van zijn zussen meenam ter bescherming. Die zakdoek diende dan als beschermgeest of amulet.
In Hokkaido heb je dan weer een eerder Siberisch sjamaans type genaamd Tsusu. Dit is de enige sjamaan in deze streek. Er is wel nog een klasse van vrouwen die Imu worden genoemd en gelijkenissen vertoont met de Tsusu. Deze klasse is erg dubbelzinnig en dat vaak het omgekeerde van wat er gevraagd wordt. Er zijn geen sjamanen die een schrijn dienen. Ze zijn zich pas als medium gaan profileren sinds er contact was met de bevolking van de Yamato-staat (wajin: mensen van Wa, Japan) maar doen dat liever niet.
Ook het Aino volk heeft zijn sjamanen, en ook zij dienen als medium, waarzegger, genezer en vroedvrouw. Ze geloven sterk in de werking van planten die een levenskracht zouden bezitten. In tegenstelling tot andere sjamanen vertonen zij niet de symptomen van "de sjamanenziekte". Nu mogen Aino vrouwen enkel tot de kami bidden als ze toestemming hebben van hun man. Als ze die niet hebben wordt het als iets ongehoord beschouwd.
Je vindt sjamanisme ook in andere delen van de wereld. Bijvoorbeeld in Zuid-Amerikaansestammen, Siberië en Mongolië. De Japanse vorm ligt echter het dichtste bij die van Korea dat de plaats bij uitstek voor het sjamanisme is.